# Orden del Santísimo Redentor
La Orden del Santísimo Redentor (en latín: Ordo Sanctissimi Redemptoris) es una Orden religiosa católica de clausura monástica, fundada en 1731 por Maria Celeste Crostarosa y Tommaso Falcoia. A las religiosas de este instituto se les conoce como monjas redentoristas, perteneces a la Familia redentorista y posponen a sus nombres las siglas O.SS.R..

## Historia

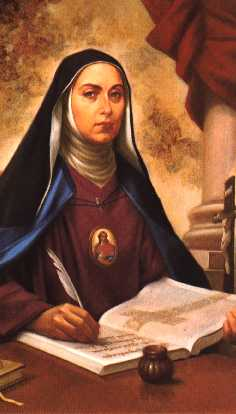
Maria Celeste Crostarosa (1696-1755), fundadora de la Orden, es venerada como beata en la Iglesia católica.

Los orígenes de la Orden se remontan a la fundación del monasterio de Scala, fundado por Maurizio Folangieri, prepósito general de los píos operarios, bajo la regla de las visitandinas de san Francisco de Sales. Siendo director espiritual de dicho monasterio, el sacerdote operario Tommaso Falcoia (luego obispo de Castellammare di Stabia), junto a las hermanas Crostarosa: Julia, Úrsula y Giovanna, que recientemente habían entrado al monasterio de Scala, reformaron el monasterio, dando inicio a una orden dedicada al Santísimo Redentor, bajo una regla de vida propia.
A pesar de la oposición del obispo y del prepósito general de los operarios, Falcoia y las monjas encontraron el apoyo en Alfonso María de Ligorio, quien persuadió al obispo de Ravello, Nicola Guerriero, que autorizase la reforma. Así lo hizo el 13 de mayo de 1731. Crostarosa fundó un nuevo monasterio en Foggia en 1738 y las monjas de Scala fundaron en Goti (1766). La regla de vida fue aprobada por el papa Benedicto XIV el 8 de mayo de 1750. El primer monasterio fuera de Italia fue el de Währing, cerca de Viena, en Austria, en 1830. Más tarde surgieron los monasterio de Bélgica (1841), Países Bajos (1875), Reino Unido (1897), España (1904), Canadá (1905) y Brasil (1921).

## Organización
La Orden del Santísimo Redentor es una orden religiosa de vida contemplativa, de monasterios autónomos y de clausura papal, de derecho pontificio. Cada monasterio es gobernado por una priora, elegida en capítulo. La Orden constituye la rama contemplativa de la familia redentorista, formada por la Congregación del Santísimo Redentor y los laicos redentoristas.
Las monjas redentoristas se dedican a la contemplación y al trabajo manual y usan un hábito compuesto por una túnica roja, un velo negro y una capa celeste. En 2017 la Orden contaba con unas 295 monjas y 32 monasterios, presente en Alemania, Angola, Argentina, Australia, Austria, Brasil, Burkina Faso, Canadá, Colombia, Eslovaquia, España, Estados Unidos, Filipinas, Francia, Haití, Irlanda, Italia, Japón, Kazajistán, México, Países Bajos, Perú, Polonia, Tailandia, y Venezuela.